# Кубок Мюратти
Кубок Мюратти (англ. Muratti Vase) — ежегодный турнир по футболу, проводится с 1905 года, между сборными командами Нормандских островов: Гернси, Джерси и Олдерни. Турнир не проводился в 1915—1919 и в 1940—1946 годах из-за мировых войн.

## Результаты
Сборная Джерси по футболу выигрывала кубок 50 раз, Гернси — 42 раза, и Олдерни один раз в 1920 году.

## 2006 год
Джерси выиграл кубок в финале против Гернси со счетом 3:2. После игры произошло несколько столкновений между болельщиками команд.

## 2007 год
Полуфинал: Олдерни — Гернси — 0:5.
Финал: Гернси — Джерси — 0:0 (по пенальти — 6:7). Победа Сборной Джерси по футболу.

## 2008 год
Полуфинал: Олдерни — Джерси — 0:7.
Финал: Джерси — Гернси — 1:1 (по пенальти — 4:2). Победа Сборной Джерси по футболу.

## 2009 год
Полуфинал: Олдерни — Гернси — 0:5.
Финал: Гернси — Джерси — 0:1. Победа Сборной Джерси по футболу.